# Бешендорф
Бешендорф (њем. Beschendorf) општина је у њемачкој савезној држави Шлезвиг-Холштајн. Једно је од 36 општинских средишта округа Остхолштајн. Према процјени из 2010. у општини је живјело 547 становника. Посједује регионалну шифру (AGS) 1055006.

## Географски и демографски подаци
Бешендорф се налази у савезној држави Шлезвиг-Холштајн у округу Остхолштајн. Општина се налази на надморској висини од 25 метара. Површина општине износи 8,5 km².

## Становништво
У самом мјесту је, према процјени из 2010. године, живјело 547 становника. Просјечна густина становништва износи 64 становника/km².